# Ophiura flagellata
Ophiura flagellata is een slangster uit de familie Ophiuridae. De wetenschappelijke naam van de soort werd in 1878 gepubliceerd door Theodore Lyman.

## Synoniemen
- Gymnophiura coerulescens Lütken & Mortensen, 1899[2]